# Мареска, Фабио
Фабио Мареска (итал. Fabio Maresca; род. 12 апреля 1981, Неаполь) — итальянский футбольный арбитр.

## Карьера
В качестве арбитра дебютировал в мае 1997 года на молодёжном турнире Campionato Esordienti.
Свой первый матч на уровне Серии А отработал 18 мая 2014 года («Лацио» — «Болонья»).
С 2020 года является арбитром ФИФА.
Он первый судья, назначивший пенальти в Серии А с помощью VAR в пользу гостевой команды в матче «Ювентус» — «Кальяри» (3:0).
16 января 2023 года Мареска был назначен судьёй Суперкубка Италии 2022 года «Милан» — «Интер».
В 2018 и 2023 годы он  получил награду имени Стефано Фарины за заслуги в области футбольного судейства.